# Mangora acoripa
Mangora acoripa là một loài nhện trong họ Araneidae.
Loài này thuộc chi Mangora. Mangora acoripa được Herbert Walter Levi miêu tả năm 2007.